# Тету-Мамонтотяй
Тету-Мамонтотяй (Тетумамонтотяй, Тету-Мамон-То-Тяй, Тетемамонтотяй) — озеро на границе Ямало-Ненецкого и Ханты-Мансийского автономных округов (Тюменская область), расположенное между верховьями рек Апакапур и Ватьёган к юго-востоку от города Ноябрьск. Расстояние до города — 14 километров. Площадь озера — 31 км². Длина озера равна 8,5 километрам, ширина составляет 4 километра. Глубины в основном лежат в пределах от 1,25 до 1,4 метров. Расположено на высоте 126,3 метра над уровнем моря.
Название озера происходит от лесного ненецкого Чет"ма то"дяй, что означает 'Большущее озеро с местом выхода из воды'.
В озере обитают такие виды рыб, как карась, налим, окунь, осётр, стерлядь, щука.